# جاستین ماترا
جاستین الیزابت ماترا (انگلیسی: Justine Elizabeth Mattera؛ زادهٔ ۷ مه ۱۹۷۱) بازیگر، خواننده، شوگرل و مجری تلویزیون آمریکایی‌الاصل اهل ایتالیا است. خانوادهٔ او تبار ایتالیایی دارند و خودش در نیویورک به‌دنیا آمده و در رشتهٔ زبان‌های ایتالیایی و انگلیسی در دانشگاه استنفورد تحصیل کرده؛ اما در سال ۱۹۹۴ به ایتالیا مهاجرت کرد تا در رشته‌های زبان و ادبیات ایتالیایی و تاریخ هنر در دانشگاه فلورانس ادامه تحصیل دهند. او برای تأمین مخارج زندگی خود به عنوان مدل و رقصنده شروع به کار کرد و در یک باشگاه شبانه در توسکانی بود که مورد توجه تهیه‌کننده موسیقی و دی‌جی ایتالیایی «جو تی. وانلی» قرار گرفت. به این ترتیب جاستین همکاری خود را با این هنرمند ایتالیایی آغاز کرد و چندین تک‌آهنگ به بازار عرضه کرد که با موفقیت روبرو شد. پس از نقل مکان به میلان، او با پائولو لیمیتی مجری و ترانه‌سرا آشنا شد که پس از مشاهده شباهت ظاهری او به مریلین مونرو، جاستین را از سال ۱۹۹۶ تا ۲۰۰۲ به‌عنوان شوگرل در یک برنامهٔ تلویزیونی به‌کار گرفت.
در سال ۲۰۱۲، جایزه «آمریکا» از بنیاد ایتالیا–آمریکا به او اعطا شد. در سپتامبر ۲۰۱۳، در یک فیلم کوتاه درام با عنوان مه مفید به کارگردانی جانلوکا لاساراچینا و مارک سانتوبونی ایفای نقش کرد که در رقابت جوایز دیوید دی دوناتلو ۲۰۱۴ شرکت داشت. در دسامبر ۲۰۱۳، او به همراه ملیتا تونیولو و مارگریتا زاناتا، به یکی از چهره‌های زن اصلی شبکه تلویزیونی کمدی سنترال تبدیل شد. در سال ۲۰۱۶، در یکی از قسمت‌های برنامه فراتر از مرز – داستان‌های دویدن که از شبکه رته۴ پخش می‌شود، حضور یافت و در آن نیمه‌ماراتن ممفیس را طی کرد.
از فیلم‌هایی که وی در آن‌ها نقش داشته است، می‌توان به اگر انجامش بدی، توی دردسر می‌افتی و قصه‌های استریپ کلاب اشاره نمود.